# 一光坂
一光坂（いかりざか）は、福井県福井市内に在る主要地方道上に跨る峠である。

## 概要

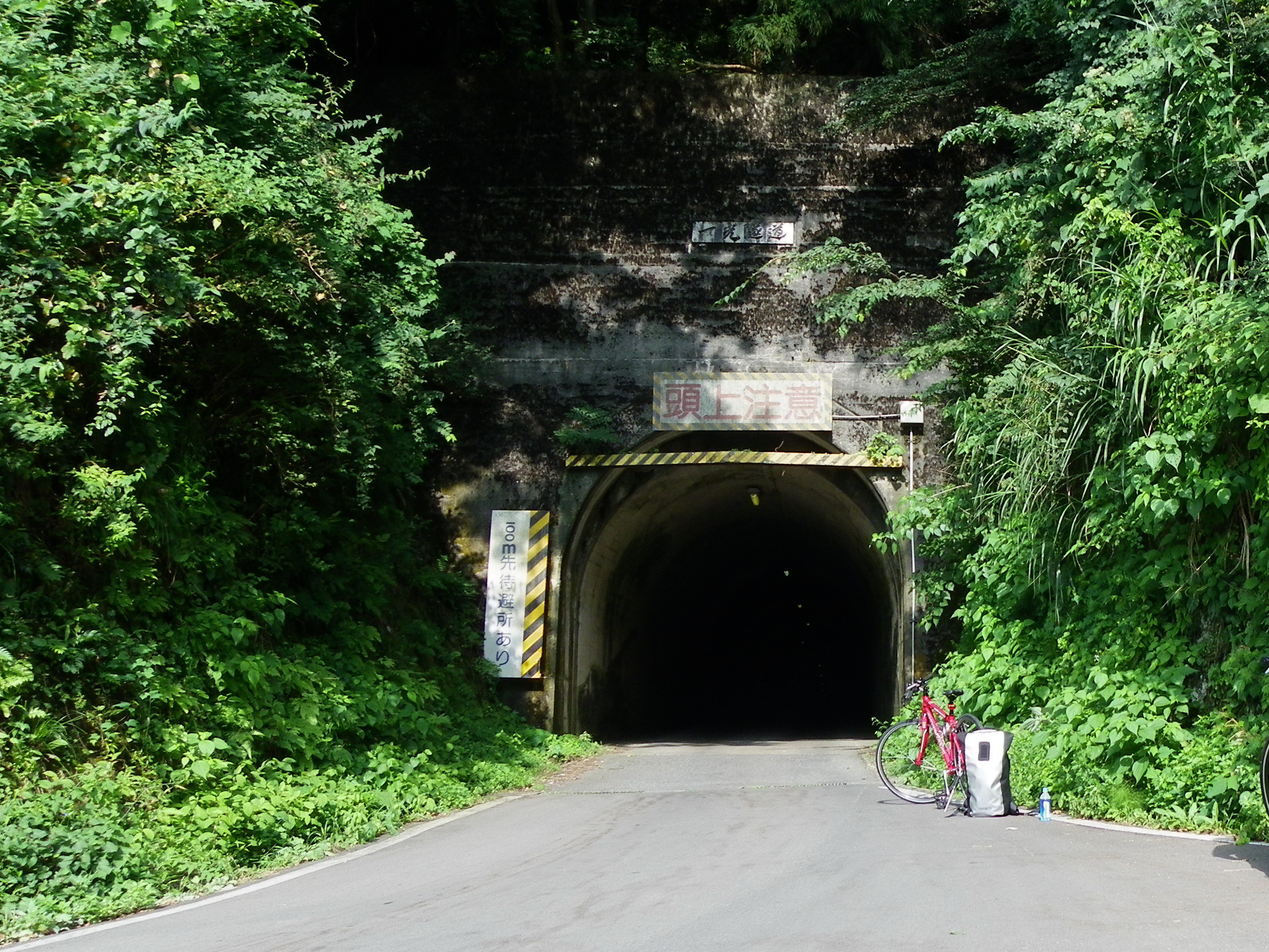
一光隧道

標高482mの福井県道3号福井大森河野線上にある峠である。現在は一光隧道が貫いており、そこが新たな峠として機能している。福井市内の中心地より高地にある一光集落に至るためには欠かせない峠となっており、同じ県道上に似たようなピークが2、3箇所あるがその中でも最も高低差の在るピークがこの峠である。

## 道路状況
車両での通行が可能な峠である。峠を西に越えた場合、すぐに一光集落に至るのでその中の道路は片側1車線の確保された一般的な県道といえる道である。ただしその先でこの峠のある福井県道3号は冬季通行止めとなる。逆に一光集落からこの峠を越えた場合、一光隧道内で幅員減少し狭路のままブラインドカーブが連続し急勾配な区間に至る。結論として峠東側の通行には十分注意が必要な峠といえる。

## 峠附近への接続路線
- 福井県道115号殿下福井線
- 福井県道183号上一光大丹生線